# GPR132
GPR132, G protein-spregnuti receptor 132, je protein koji je kod čoveka kodiran GPR132 genom.
 je receptor visokog afiniteta za lizofosfatidilholin (LPC), jednu od fosfolipidnih komponenti oksidovanih lipoproteina niske gustine. Ovaj protein može da reaguje na promenu LPC nivoa na mestima zapaljenja i da ograniči ekspanziju ćelija ćelija koje infiltriraju tkivo. Sličan protein kod miša učestvuje u progresiji ćelijskog cilusa.

## Literatura
1. ↑  Le LQ, Kabarowski JH, Wong S, Nguyen K, Gambhir SS, Witte ON (2002). „Positron emission tomography imaging analysis of G2A as a negative modifier of lymphoid leukemogenesis initiated by the BCR-ABL oncogene”. Cancer Cell. 1 (4): 381—91. PMID 12086852. doi:10.1016/S1535-6108(02)00058-2.
2. 1 2  „Entrez Gene: GPR132 G protein-coupled receptor 132”. PMID 29933. Недостаје или је празан параметар |url= (помоћ)

## Dodatna literatura
- Weng Z; Fluckiger AC; Nisitani S;  . (1998). „A DNA damage and stress inducible G protein-coupled receptor blocks cells in G2/M.”. Proc. Natl. Acad. Sci. U.S.A. 95 (21): 12334—9. PMC 22832 . PMID 9770487. doi:10.1073/pnas.95.21.12334.
- Kabarowski JH; Zhu K; Le LQ;  . (2001). „Lysophosphatidylcholine as a ligand for the immunoregulatory receptor G2A.”. Science. 293 (5530): 702—5. PMID 11474113. doi:10.1126/science.1061781.
- Strausberg RL; Feingold EA; Grouse LH;  . (2003). „Generation and initial analysis of more than 15,000 full-length human and mouse cDNA sequences.”. Proc. Natl. Acad. Sci. U.S.A. 99 (26): 16899—903. PMC 139241 . PMID 12477932. doi:10.1073/pnas.242603899.
- Rikitake Y; Hirata K; Yamashita T;  . (2002). „Expression of G2A, a receptor for lysophosphatidylcholine, by macrophages in murine, rabbit, and human atherosclerotic plaques.”. Arterioscler. Thromb. Vasc. Biol. 22 (12): 2049—53. PMID 12482833. doi:10.1161/01.ATV.0000040598.18570.54.
- Lin P, Ye RD (2003). „The lysophospholipid receptor G2A activates a specific combination of G proteins and promotes apoptosis.”. J. Biol. Chem. 278 (16): 14379—86. PMID 12586833. doi:10.1074/jbc.M209101200.
- Lum H; Qiao J; Walter RJ;  . (2003). „Inflammatory stress increases receptor for lysophosphatidylcholine in human microvascular endothelial cells.”. Am. J. Physiol. Heart Circ. Physiol. 285 (4): H1786—9. PMID 12805023. doi:10.1152/ajpheart.00359.2003.
- Murakami N, Yokomizo T, Okuno T, Shimizu T (2004). „G2A is a proton-sensing G-protein-coupled receptor antagonized by lysophosphatidylcholine.”. J. Biol. Chem. 279 (41): 42484—91. PMID 15280385. doi:10.1074/jbc.M406561200.
- Gerhard DS; Wagner L; Feingold EA;  . (2004). „The status, quality, and expansion of the NIH full-length cDNA project: the Mammalian Gene Collection (MGC).”. Genome Res. 14 (10B): 2121—7. PMC 528928 . PMID 15489334. doi:10.1101/gr.2596504.
- Witte ON; Kabarowski JH; Xu Y;  . (2005). „Retraction.”. Science. 307 (5707): 206. PMID 15653487. doi:10.1126/science.307.5707.206b.
- Radu CG; Nijagal A; McLaughlin J;  . (2005). „Differential proton sensitivity of related G protein-coupled receptors T cell death-associated gene 8 and G2A expressed in immune cells.”. Proc. Natl. Acad. Sci. U.S.A. 102 (5): 1632—7. PMC 545089 . PMID 15665078. doi:10.1073/pnas.0409415102.
- Obinata H; Hattori T; Nakane S;  . (2006). „Identification of 9-hydroxyoctadecadienoic acid and other oxidized free fatty acids as ligands of the G protein-coupled receptor G2A.”. J. Biol. Chem. 280 (49): 40676—83. PMID 16236715. doi:10.1074/jbc.M507787200.
- Frasch SC; Zemski-Berry K; Murphy RC;  . (2007). „Lysophospholipids of different classes mobilize neutrophil secretory vesicles and induce redundant signaling through G2A.”. J. Immunol. 178 (10): 6540—8. PMID 17475884.